# Nestlera biennis
Nestlera biennis là một loài thực vật có hoa trong họ Cúc. Loài này được (Jacq.) Spreng. mô tả khoa học đầu tiên năm 1826.